# Polycentropus elegans
Polycentropus elegans là một loài Trichoptera trong họ Polycentropodidae. Chúng phân bố ở miền Australasia.